# رئيس روسيا بالنيابة
رئيس روسيا بالنيابة (بالروسية: Исполняющий обязанности Президента Российской Федерации) هو منصب مؤقت قد نص عليه دستور روسيا الاتحادية الرئيس بالنيابة هو الشخص الذي يقوم بواجبات رئيس روسيا الاتحادية وذلك في حالات العجز والشغور. هذا المنصب يشغله حاليا بحسب الدستور رئيس مجلس الوزراء الروسي

## عدم الأهلية

### 1996
رئيس مجلس الوزراء فيكتور تشيرنوميردين قد تولى منصب القائم بأعمال الرئيس وذلك بينما كان الرئيس بوريس يلتسين يخضع لعملية جراحية في القلب. وقد كانت المدة التي شغل بها هذا المنصب هو يوم واحد، من 5 إلى 6 نوفمبر 1996 . ولم يكن هناك أي حدث يذكر خلال هذا اليوم.

## الشغور

### 1993
خلال الأزمة الدستورية الروسية عام ١٩٩٣، نائب الرئيس ألكسندر روتسكوي قد عين رئيسًا بالإنابة من قبل البرلمان وذلك عندما أعلن المجلس التشريعي إعفاء يلتسين من منصبه. في 21 سبتمبر 1993 الساعة 12: 22 صباحا، روتسكوي تولى صلاحيات القائم بأعمال رئيس روسيا. وقد أدى اليمين الرئاسية مفتتحاً: «أنا آخذ صلاحيات الرئيس. واصبح القرار المناهض للدستور الذي أصدره الرئيس يلتسين ملغى».[بحاجة لمصدر]
رئاسة روتسكوي المؤقتة، بالرغم من دستوريتها، إلا أنه لم يتم الاعتراف بها دولياً. بعد اسبوعين من المواجهات المحتدمة والعنيفة في شوارع موسكو، في 4 أكتوبر 1993 مبنى البرلمان قد تم الإستيلاء عليه من قبل القوات العسكرية التابعة ليلتسين. وقد تم القبض على يلتسين ومن هم من انصاره وتابعيه وقد وجهت إليهم جميعاً تهمة تنظيم أعمال شغب واضطراب جماعية. وفي اليوم نفسه قام يلتسين رسمياً بإقالة روتسكوي من منصبه كنائب للرئيس وكذلك طرده من القوات العسكرية. بعدها منصب نائب الرئاسة تم إلغائه.

### 1999 - 2000
بعد استقالة يلتسين في 31 ديسمبر 1999، أصبح رئيس الوزراء فلاديمير بوتين رئيسًا بالإنابة حتى الإنتخابات. في مارس من عام 2000 أجريت انتخابات مبكرة وسريعة وقد فاز بها بوتين. تولى بوتين منصب الرئيس بشكل رسمي في 7 مايو 2000.

## فجوة تشريعية
لا يحدد الدستور بشكل صريح من يجب أن يتولى منصب القائم بأعمال الرئيس في حال لم يتم تعيين رئيساً للوزراء أو كان غير قادر على أداء واجباته. تم سد هذه الفجوة إلى حد ما بواسطة القانون الدستوري الاتحادي «حول حكومة الاتحاد الروسي»، حيث تنص المادة 8 منه على ما يلي:
وعليه، إذا افترض أن أداء مهام رئيس الجمهورية في الحالات العاجلة هو من الواجبات المباشرة لرئيس الوزراء، ونوابه مخولون بأداء جميع واجباته في حالة غيابه، فإن واجبات الرئيس يجب أن يتم تعيينها مؤقتًا لأحد نواب رئيس الوزراء بترتيب الاستبدال، الذي يتم إنشاؤه بأمر من رئيس الوزراء. ومع ذلك، فإن شرعية الأداء المؤقت لواجبات الرئيس من قبل نواب رئيس الوزراء لا أساس لها، سواء من الناحية العملية أو النظرية. حتى الآن، هذه الثغرات في التشريع لم تظهر نفسها بعد.
من ناحية أخرى، يعتقد البعض أنه في حالة عدم تمكن رئيس الوزراء من العمل كرئيس بالنيابة، يجب أن يكون الرئيس بالنيابة هو رئيس مجلس الاتحاد. إلا أنه، لم يتم إصلاح هذا في أي مكان في التشريع.

## القائمة
مستقل   Our Home – Russia   Unity
| الصورة | الصورة | الاسم                                                                        | الحزب             | الفترة         | الفترة        | Qualifying office | الملاحظات |
| ------ | ------ | ---------------------------------------------------------------------------- | ----------------- | -------------- | ------------- | ----------------- | --- |
|        |        | ألكسندر روتسكوي Александр Руцкой 16 سبتمبر 1947                              | مستقل             | 22 سبتمبر 1993 | 4 اكتوبر 1993 | Vice President ‏   | بحكم القانون، كان ألكسندر روتسكوي رئيسًا بالإنابة خلال الأزمة الدستورية لعام 1993 بعد عزل بوريس يلتسين من منصبه من قبل مجلس السوفييت الأعلى. في الوقت نفسه، استمر يلتسين في شغل منصب الرئيس. |
|        |        | فيكتور تشيرنوميردين Виктор Черномырдин 9 أبريل 1938 – 3 نوفمبر 2010 (72 سنة) | Our Home – Russia | 5 نوفمبر 1996  | 6 نوفمبر 1996 | رئيس وزراء روسيا  | رئيس بالإنابة أثناء جراحة قلب الرئيس يلتسين. |
|        |        | فلاديمير بوتين Владимир Путин 7 أكتوبر 1952                                  | Unity             | 31 ديسمبر 1999 | 7 مايو 2000   | رئيس وزراء روسيا  | أصبح رئيسًا بالنيابة عندما استقال الرئيس يلتسين في عام 2000. |